# 圖羅尤語
圖羅尤語是亞拉姆語的一種現代方言，是敘利亞語的西部方言，在敘利亞東北部及土耳其東部的敘利亞正教會信徒使用。「圖羅尤語」的名字來自「圖羅」(ṭuro)是土耳其東南部圖爾阿布丁（Tur Abdin）的土語，意思就是「山」。

## 歷史
此外，這種語言亦有一個歷史比較久遠的名字：(Ṣurayt)，不過大多數的圖羅尤語使用者會選擇用 Ṭuroyo 這個名稱。追究這個名稱的語源是有些困難，不過它可能跟這個單字 'Syriac' 有所連繫。
直至最近，圖羅尤語一直都只是一種只有口述的語言，一直都沒有寫下，要到19世紀後期才開始用敘利亞字母來書寫。

### 引用
1. ↑  . ethnologue.com.   [2008-01-05]. （原始内容存档于2012-09-25） （英语）.
2. ↑  UNESCO Atlas of the World's Languages in danger, UNESCO
3. ↑  Aramaic (Assyrian/Syriac) dictionary  （页面存档备份，存于）,Google Books,2010. （英文）

## 外部連結
- Ethnologue report for Turoyo （页面存档备份，存于）.
- Semitisches Tonarchiv: Dokumentgruppe "Aramäisch/Turoyo" (text in German) （页面存档备份，存于）.
- Yauno: The Syriac Community — Wie erkenne ich nicht-aramäische Wörter in Turoyo?（页面存档备份，存于） (How do I recognise non-Aramaic words in Turoyo?)
- The Turoyo language today
- "Syriac Turoyo-Bible （页面存档备份，存于）